# Steve Bell
Steve Bell (Walthamstow, 26 febbraio 1951) è un fumettista inglese dedito principalmente alla caricatura politica. Il suo fumetto If... è stato pubblicato quotidianamente dal The Guardian dal 1981 fino al 2023.

## Biografia e carriera
Steve Bell è nato il 26 febbraio 1951 a Walthamstow, è figlio di un ingegnere. È cresciuto a Slough e ha frequentato la grammar school locale. Ha iniziato ad interessarsi ai fumetti da bambino. Ronald Searle e Wally Fawkes erano tra i suoi modelli.
Nel 1968 la famiglia di Bell si trasferì nel North Yorkshire e iniziò la formazione come artista al Teesside College of Art di Middlesbrough, che abbandonò nuovamente. Dopo un breve soggiorno a Canterbury, studiò arte e cinema all'Università di Leeds. Lì fece amicizia con Kipper Williams, un fumettista freelance. Bell ha iniziato a disegnare fumetti. Ha realizzato manifesti per la Film Society e ha disegnato il suo alter ego Monsieur L'Artiste. Nel 1974 Bell ha completato con successo i suoi studi artistici.
Bell si è anche formato come insegnante d'arte al St. Luke's College di Exeter, che ha completato con un diploma di insegnante di inglese nel 1975. Ma poi insegnò arte solo per un anno in una scuola secondaria di Birmingham. Bell in seguito descrisse questo periodo come il peggiore della sua vita. Il ruolo dell'insegnante come figura autoritaria contraddiceva la sua avversione personale per l'autorità in generale. Oltre al suo lavoro educativo, Bell ha continuato a disegnare fumetti. Nel 1976 pubblicò un fumetto gratuito intitolato Maxwell the Mutant: Marauding the Midlands sulla rivista alternativa Birmingham Broadside, che firmò come S. Bell.
Nel 1977 Bell ha lasciato la sua posizione di insegnante ed è diventato un fumettista freelance. Ad eccezione del suo amico Williams, però, non aveva contatti nel settore. L'anno successivo riceve il suo primo incarico retribuito, una serie per la rivista di fumetti per bambini Whoopee!. Ma ne sono apparsi solo venti episodi. Bell poi ha spesso assunto incarichi per fumetti per bambini. Tra le altre cose, la rivista Jackpot pubblicò il suo fumetto Gremlins nel suo primo numero nel maggio 1979. Si trattava di una banda a macchie d'inchiostro la cui opera rappresentava dei comportamenti sbagliati. Nello stesso anno Bell disegnò il fumetto fantasy politico Maggie's Farm, una caricatura del governo conservatore e di Margaret Thatcher, che era appena diventata primo ministro. In essa si esprimeva il suo atteggiamento estremamente critico nei confronti della Thatcher. Questo fumetto ebbe molto successo e fu pubblicato su Time Out e City Limits dal 1979 al 1987. Seguirono altri fumetti politici nelle riviste di sinistra.
Bell, che nel frattempo aveva messo su famiglia e doveva pagare un mutuo, fece domanda al The Guardian nel 1981, sebbene fosse già stato rifiutato una volta. Poiché all'editore piaceva Maggie's Farm, assunse Bell per un fumetto quotidiano intitolato If.... Il titolo si riferisce a una famosa poesia di Rudyard Kipling che esalta le qualità britanniche come il coraggio e la determinazione. Nel novembre 1981 apparve il primo episodio del fumetto. If ... si è affermato come un appuntamento fisso al The Guardian e, nonostante i problemi occasionali, ha avuto un tale successo che è ancora stampato ogni giorno fino ad oggi.
Dal 1990 Bell ha iniziato ad assumere ulteriori incarichi presso il The Guardian ed è stato responsabile dell'intera area delle vignette politiche. Tra le altre cose, ha disegnato quattro grandi immagini singole che sono apparse sulla pagina principale. Ciò includeva una foto del nuovo primo ministro, John Major, che lo raffigurava come un supereroe inutile che indossava le mutande sopra i pantaloni. Bell ha eseguito caricature di molti altri politici britannici nelle sue vignette, tra gli altri Tony Blair.
Bell ha anche pubblicato i suoi fumetti in numerose altre riviste come Private Eye, Cheeky, Social Work Today, Leveller, New Musical Express, Journalist, New Society e New Statesman. Tuttavia, il suo lavoro al New Statesman terminò nel 1999 quando l'editore chiese una copertina più felice. Dal punto di vista di Bell, non aveva senso esprimere qualcosa di positivo sui politici nei suoi fumetti, che invece voleva smascherarli e attaccarli con le sue immagini.
Oltre ai fumetti pubblicati sulle riviste, Bell insieme a Bob Godfrey, ha creato diversi cortometraggi animati per la BBC e Channel 4.
Bell è stato votato più volte miglior fumettista inglese dell'anno, nel 1984, 1985 (dal Cartoonists' Club of Great Britain), 1993, 1995-1998 (dal Cartoon Trust), 2002, 2005 e 2007 (dalla Political Cartoon Society).
Alla metà d'ottobre 2023 viene licenziato da The Guardian per una vignetta satirica sul conflitto Gaza-Israele che ritraeva Benjamin Netanyahu.
Bell è sposato con quattro figli grandi e vive a Brighton.

## Pubblicazioni
- Maggie's farm.  Penguin Books Ltd, Harmondsworth 1981, ISBN 978-0-140-06078-2.
- The Steve Bell album. Methuen Publishing Ltd, London 1998, ISBN 978-0-413-72540-0.
- Apes of wrath. Methuen Publishing Ltd, London 2005, ISBN 978-0-413-77450-7.
- If - marches on. Methuen Publishing Ltd, London 2006, ISBN 978-0-413-77571-9.
- My vision for a new you. Methuen Publishing Ltd, London 2006, ISBN 978-0-413-77593-1.